# Aion (joc)
Aion The Towers of Eternity un joc MMORPG (Multiplayer massive online rol playing game). Aquest joc exclusivament serà Online. En el cas que el jugador no tingui Internet es podrà instal·lar el joc però no podrà jugar. Aquest joc va ser presentat en el E3 de l'any 2006. Ncsoft (els creadors del joc) durant l'any següent (2007) van millorar aquest futur llançament. A finals de l'any 2007 es va obrir una Beta (versió de prova) privada a Corea, i a novembre de 2008 es va obrir una versió per a tots els públics a la Xina.

## Història
Tot el rerefons d'Aion té lloc al món d'Atreia. Antigament, el totpoderós Aion, en un intent per crear una raça superior als humans (els dracs), va provocar un cataclisme. Cinc dels dracs, van autoproclamar-se senyors de la seva raça i van decidir rebel·lar-se contra el seu creador en un intent de derrocar-lo.
En veure's amenaçat, Aion va escollir una sèrie de guerrers entre el poble dels homes als quals anomenà Empyrean Lords.
Les bèsties no van trigar a aniquilar una gran part de la població humana, però aquest grup d'herois inmortals els varen fer front fins que els dos bàndols van aconseguir una precària estabilitat. El déu Aion, per protegir els seus fills va crear una barrera d'energia que unia el pol nord amb el sud, cobrint la Torre de l'Eternitat, i allà és on es van refugiar els últims supervivents, que amb el pas del temps van ascendir dels seus humils orígens i van adquirir la immortalitat així com els seus lords.
Certes veus entre els dirigents humans clamaven, fatigades per la guerra, que s'havia d'aconseguir una autèntica treva amb els balaur. Finalment, els Balaur van accedir-hi, i quan la barrera de la Torre va baixar, totes les promeses de pau es varen esvair i es veié l'autèntica voluntat dels Dracs: continuar amb la destrucció d'Atreia.
En aquell moment, just quan la Torre es va començar a trencar, un grup de Daevas van volar cap a la part superior d'Atreia, liderats pel Lord Asphel; un altre grup, comandat pel Lord Azariel, va dirigir-se cap a la meitat inferior. A partir d'aquell dia, els Daeva van passar a anomenar-se Asmodian i Elyos i van professar-se un odi recíproc, donant-se mútuament la culpa de la destrucció de la Torre de l'Eternitat.
Dos dels Empyrean Lords (Siel i Israphel) van donar la seva vida per tal d'evitar la destrucció del planeta, i a partir d'aquell dia, l'antic centre de la torre ha esdevingut un Abisme d'energia que manté unides les dues meitats del planeta.

## Races
Es poden distingir dos races amb diferents característiques (ambdós humanoides):

### Elyos
És una de les races principals d'aquest joc, l'aspecte físic dels Elyos és de pigmentació clara, això és dona a que és la raça que viu més propera al sol. Els Asmodians i el Elyos són enemics perquè són diferents i s'odien entre ells.

### Asmodian
Els Asmodians són també una de les races principals del joc, al contrari dels Elyos els Asmodian són molt obscurs de pell perquè estan en la part on el sol no toca i ja s'han acostumat a l'obscuritat. Ells es van posar el mateix nom d'Asmodian.

### Balaur
Va ser la raça creada per Aion, va ser l'intent per ser una raça superior i indestructible, després es van rebel·lar contra el seu propi creador. En la guerra van destruir la torre de l'eternitat i va ocasionar que se n'anessin a una altra dimensió.

## Requisits mínims
- Sistema Operatiu: Windows 2000, XP o Vista
- CPU: Pentium4 2.8 GHz/ AMD Sempron 2800
- Espai en el Disc: 30 Gb
- Targeta Gràfica: GeForce 6600/Radeon X1550
- Memòria Ram: 1Gb
- Connexió: T1 1.5Mbps

## Requisits recomanats
- Sistema Operatiu: Windows 2000, XP o Vista
- CPU: Pentium Dual Core/ AMD Athlon 64 x2
- Espai en el Disc: 30 Gb
- Targeta Gràfica: GeForce 7600/ Radeon X2600
- Memòria Ram: 2Gb
- Connexió: T1 1.5Mbps